# Звонак, Алесь
Алесь Зво́нак (бел. Алесь Звонак; 1 [14] февраля 1907, Минск — 2 февраля 1996, Минск) — белорусский советский поэт, драматург, переводчик, театровед. Член Союза писателей СССР (1936). Заслуженный работник культуры Республики Беларусь (1991). Лауреат Государственной премии Республики Беларусь имени Янки Купалы (1992).

## Биография
Родился 1 февраля 1907 (14 февраля 1907) года в семье рабочего в Минске. Воспитывался в детском доме.
После окончания средней школы (1925) был направлен в Полоцк на должность ответственного секретаря газеты «Чырвоная Полаччына». Возглавлял полоцкий филиал литературного объединения «Маладняк» (1925—1927). С 1927 года работал на Белорусском радио, с 1929 года — в литературном журнале «Маладняк».
В 1931 году окончил литературно-лингвистическое отделение педагогического факультета Белорусского государственного университета. После этого поступил на 3 курс факультета литературы и искусства МГУ. В 1934 году окончил аспирантуру Академии искусствознания в Ленинграде.
Работал в Академии наук Белорусской ССР (1934—1935), в редакции газеты «Літаратура і мастацтва» (1935—1936).
В ноябре 1936 года арестован, в 1937 году осуждён на 10 лет заключения, которое отбывал а лагерях Магаданской области. После завершения срока заключения остался в Магаданской области, работал геологом, главным геологом.
29 декабря 1954 года реабилитирован. С 1955 года проживал в Минске, занимался творческой работой. Умер 2 февраля 1996 года и похоронен в Минске.

## Творчество
Первые публикации датированы 1925 годом. Творческой манере А. Звонака свойственна публицистичность, автора волновали проблемы культуры, социально-политические и исторические темы. Ранний период творчества отмечен импрессионистическими тенденциями.
Произведения переводились на русский, латышский, литовский, украинский и другие языки народов мира.

### Книги поэзии
- Сборник стихотворений бел. «Пунсовае ранне» (вместе с Я. Бобриком и Я. Тумиловичем; «Пунцовое утро») (1926)
- Сборник стихотворений бел. «Буры ў граніце» («Бури в граните») (1929)
- Поэма бел. «Каршун» («Коршун») (1930)
- Поэма бел. «Загай» («Загай») (1931)
- Сборник стихотворений бел. «На лінію агню» («На линию огня») (1932)
- Сборник стихотворений бел. «Мая Радзіма» («Моя Родина») (1935)
- Сборник стихотворений бел. «Табе адной» («Тебе одной») (1957)
- Сборник стихотворений и поэм бел. «Запаветнае» («Заветное») (1961)
- Сборник стихотворений бел. «Россып» («Россыпь») (1967)
- Сборник стихотворений и поэма бел. «Прадчуванне» («Предчувствие») (1974)
- Сборник стихотворений бел. «Санеты» («Сонеты») (1982)
- Сборник стихотворений бел. «Ружовая чайка» («Розовая чайка») (1985)
- Сборник стихотворений бел. «Святлацені» («Светотени») (1992)
- Сборник стихотворений бел. «Мой сад» («Мой сад») (1995)
- Избранное бел. «Выбраныя творы» у 2 тамах («Избранные произведения» в 2 томах) (1977)
- Избранное бел. «Сябрына : Выбраныя творы» («Братия : Избранные произведения») (1987)

### Публицистика
- Книга очерков и воспоминаний о белорусских писателях бел. «Неспакойныя сэрцы» («Неспокойные сердца») (1973)

### Драматургия
- Пьеса бел. «Навальніца будзе» («Будет гроза») (1960)
- Сценарий научно-популярного фильма бел. «Якуб Колас» («Якуб Колас») (1962)
- Сценарий научно-популярного фильма бел. «Вобразы і думы» («Образы и думы») (1965)

### Переводы
Переводил на белорусский язык «Дуэль. Іоныч» А. Чехова (1931), «Апошні з удэге» А. Фадеева (с Н. Хведоровичем, 1935), «Віцязь у тыгравай шкуры» Ш. Руставели (с Н. Хведоровичем, 1966), сборник лирики Д. Кугультинова «Святло жанчыны» (1975), отдельные произведения А. Пушкина, Н. Некрасова, М. Светлова, В. Луговского, А. Прокофьева, Я. Смелякова, М. Голодного, М. Рыльского, М. Бажана, П. Тычины, В. Сосюры, Р. Гамзатова, О. Туманяна, И. Бехера, Ю. Словацкого.

## Награды
- Заслуженный работник культуры Республики Беларусь (10 октября 1991) — за достигнутые успехи в развитии белорусской художественной литературы, плодотворную творческую деятельность[3].
- Государственная премия Республики Беларусь имени Янки Купалы за книгу лирики «Святлацені» (1992), медаль.